# 久住和麿
久住 和麿（くすみ かずまろ、1932年〈昭和7年〉8月26日 - 2011年〈平成23年〉3月4日）は、日本の作曲家、合唱指揮者。新潟大学名誉教授。

## 略歴
新潟県新潟市西区出身。1951年（昭和26年）3月に新潟高等学校を卒業、1955年（昭和30年）3月に新潟大学教育学部音楽科を卒業、東京芸術大学委託課程を修了。山田常三、石桁真礼生、松本民之助、柏木俊夫らに師事。
新潟大学教育学部音楽科教室助手、助教授を経て、1981年（昭和56年）から1年間、文化庁芸術家在外研修員としてアメリカのイェール大学宗教音楽研究所に留学、1982年（昭和57年）に教授に就任、1998年（平成10年）に退官。
2011年（平成23年）3月4日午前8時10分に新潟市西区寺地の済生会新潟第二病院で膵臓癌のため死去、78歳没。

## 業績
合唱音楽を中心として作曲し、新潟県内の学校の校歌を数多く作曲した。新潟メサイア合唱協会と新発田メサイア合唱協会の指揮を務めた。また、コンピュータ音楽の分野でも研究を発表した。

## 栄典・表彰
- 1979年（昭和54年）11月3日 - 第32回新潟日報文化賞（芸術部門）「新潟市民創作オペラ『赤いろうそくと人魚』」（作曲）[1][8]
- 2011年（平成23年）03月4日 - 従四位[9]・瑞宝中綬章[10]

## 親族
- 久住和永 - 長男、スキー選手（スピードスキー日本記録保持者〈241.611km/h〉）。

## 作曲作品

### 校歌
- 燕市立分水小学校校歌
- 五泉市立橋田小学校校歌
- 朝日村立三面小学校（旧）校歌
- 新潟市立青山小学校校歌
- 新潟市立中之口西小学校校歌
- 新潟市立立仏小学校校歌
- 新潟市立五十嵐小学校校歌
- 新潟市立東中野山小学校校歌
- 佐渡市立内海府小学校校歌
- 新潟市立新津第三小学校校歌
- 新潟市立葛塚東小学校校歌
- 新潟市立坂井東小学校校歌
- 長岡市立六日市小学校校歌
- 新潟市立巻南小学校校歌
- 新潟市立東曽野木小学校校歌
- 新潟市立南中野山小学校校歌
- 新潟市立東青山小学校校歌
- 新潟市立早通南小学校校歌
- 燕市立分水北小学校校歌
- 新発田市立東豊小学校校歌
- 新潟市立新潟小学校校歌
- 柏崎市立剣野小学校校歌

- 村上市立村上第一中学校校歌
- 新潟市立小針中学校校歌
- 山北町立南中学校校歌
- 新発田市立豊浦中学校校歌
- 胎内市立黒川中学校校歌
- 見附市立南中学校校歌
- 阿賀町立鹿瀬中学校校歌
- 新潟市立東石山中学校校歌
- 東広島市立磯松中学校校歌
- 長岡市立秋葉中学校校歌
- 柏崎市立瑞穂中学校校歌

- 新潟県立新発田南高等学校校歌
- 新潟県立荒川高等学校校歌
- 東京学館新潟高等学校校歌
- 新潟県立寺泊高等学校校歌
- 新潟青陵高等学校校歌

- 新潟県立吉田病院附属看護専門学校校歌
- 新潟大学附属特別支援学校校歌

## 論文
- CiNii収録論文 - CiNii